# دهه ۱۰۲۰ (میلادی)
دهه ۱۰۲۰ صد و دومین دهه تقویم میلادی است.

## درگذشتگان
‎